# بادي كونسيدين
بادي كونسيدين (بالإنجليزية: Paddy Considine)‏ (و. 1973 – م) هو ممثل، وكاتب سيناريو، وموسيقي، ومصور من المملكة المتحدة .

## التعليم
تعلم في جامعة برايتون، وBurton & South Derbyshire College ‏

## جوائز وترشيحات
حصل على جوائز منها:
- BAFTA Award for Outstanding Debut by a British Writer, Director or Producer [الإنجليزية]‏، عن عمل:Tyrannosaur (2012)
- British Independent Film Award for Best British Independent Film [الإنجليزية]‏، عن عمل:Tyrannosaur (2011)
- BAFTA Award for Best Short Film [الإنجليزية]‏، عن عمل:Dog Altogether (2008).

ترشح لـ:
- BAFTA Award for Best Newcomer، عن عمل:Tyrannosaur (2012)
- Independent Spirit Award for Best Foreign Film، عن عمل:Tyrannosaur (2012)
- BIFA Award for Best British Independent Film، عن عمل:Tyrannosaur (2011)
- Satellite Award for Best Original Screenplay، عن عمل:Tyrannosaur (2011)
- BAFTA Award for Best Short Film، عن عمل:Dog Altogether (2008)
- جائزة نقابة ممثلي الشاشة عن الأداء المتميز من قبل الممثلين في السينما، عن عمل:In America (2004)
- BIFA Award for Best Performance by an Actor in a British Independent Film، عن عمل:Dead Man's Shoes (2004)
- Satellite Award for Best Actor – Motion Picture، عن عمل:In America (2004)
- BIFA Award for Best Performance by an Actor in a British Independent Film، عن عمل:In America (2003).

## روابط خارجية
- بادي كونسيدين على موقع IMDb (الإنجليزية)
- بادي كونسيدين على موقع ألو سيني (الفرنسية)
- بادي كونسيدين على موقع ميوزك برينز (الإنجليزية)
- بادي كونسيدين على موقع أول موفي (الإنجليزية)
- بادي كونسيدين على موقع قاعدة بيانات الأفلام السويدية (السويدية)
- بادي كونسيدين على موقع إن إن دي بي (الإنجليزية)
- بادي كونسيدين على موقع قاعدة بيانات الفيلم (الإنجليزية)
- بادي كونسيدين على موقع كينوبويسك (الروسية)